# Жовтий гіпергігант

Основні типи змінних зір на діаграмі Герцшпрунга—Рассела. Жовті гіпергіганти розташовані над жовтими надгігантами (тобто, вони яскравіші) та смугою нестабільності цефеїд.

Жовтий гіпергігант — це масивна зоря з розширеною атмосферою, спектральних класів від пізнього A до раннього K. Початкова маса таких зір була 20-50 мас Сонця, але у процесі еволюції вони втратили до половини маси. Жовті гіпергіганти є одними з найяскравіших зір в оптичному діапазоні, з абсолютною зоряною величиною (MV) бл. −9, але також і одними з найрідкісніших — на цей час у нашій Галактиці виявлено лише з десяток. Їх деколи називають холодними гіпергігантами у порівнянні з зорями спектральних класів від O до B, а деколи — гарячими гіпергігантами при порівнянні з червоними надгігантами.

## Класифікація
Хоча деякі з жовтих гіпергігантів, видимих неозброєним оком, давно вважались цікавими зорями, сам термін «жовті гіпергіганти» має відносно недавнє походження. Термін «гіпергігант» використовувався з 1929 року, але не для зір, які ним позначають зараз. Клас світності 0 визначався як продовження спектральних класів світності, запропонованих Морганом та Кінаном, для світності, вищої за яскравий надгігант (Ia). Таке визначення було створено для врахування зорі класу M VV Цефея. У 1979 році назву «гіпергігант» було запропоновано використовувати для окремих дуже яскравих гарячих зір, які досить швидко втрачали масу. До більш схожих більш холодних зір термін не застосовувався до 1991, коли Ро Кассіопеї чітко назвали жовтим гіпергігантом. Як окремий клас зір жовті гіпергіганти обговорювались на семінарі 1992 року «Solar physics and astrophysics at interferometric resolution».
У цілому термін гіпергігант частково формалізований, але все ще не дуже чіткий. Часто до нього відносять зоря з яскравістю 0, але також використовують і альтернативи — Ia-0 та Ia+. Яскравість визначається за різними спектральними характеристиками, які чутливі до поверхневої гравітації, наприклад шириною лінії Hβ у спектрі гарячих зір або величиною стрибка Бальмера у холодних зорях. Нижча поверхнева гравітація означає більший розмір зорі, а отже — вищу яскравість. Для холодніших зір, ширина таких ліній як OI (777,4 нм) може бути прямо пов'язана з яскравістю зорі.
Одним з підходів, який точно визначає належність зорі до жовтих гіпергігантів, є критерій Кінана-Смолінські: лінії поглинання мають бути дуже розширеними, більше ніж максимум для яскравих надгігантів, тобто, вказувати на значну втрату маси, та має бути наявний принаймні один розширений компонент Hα. Лінії Hα у жовтих гіпергігантах мають складні профілі — часто (але не завжди) сильна емісія супроводжується компонентами поглинання.

## Характеристики
На діаграмі Герцшпрунга—Рассела жовті гіпергіганти розташовані над смугою нестабільності, на ділянці, де перебуває відносно небагато зір і більшість із них нестабільна. Їх спектральні класи перебувають в межах ~A0-K0, а температури — ~4000—8000K. Ділянка жовтих гіпергігантів обмежена з боку високих температур т.зв. «жовтим еволюційним провалом» (англ. Yellow Evolutionary Void), в якому зорі такої яскравості стають надзвичайно нестабільними та втрачають багато маси. Цей провал чітко відділяє жовтих гіпергігантів від яскравих блакитних змінних. На нижньому боці температурного діапазону жовті гіпергіганти та червоні надгіганти розділені не так чітко; наприклад, RW Цефея (4 500K, 555 000 L☉) має характеристики обох цих типів зір.
Жовті гіпергіганти мають яскравість між 300 000 L☉ (напр. V382 Кіля — 316 000 L☉) та лімітом Гампфрі-Девідсона у ~600 000 L☉. Максимум їхньої світності припадає на середину видимого діапазону, тому вони є дуже яскравими зорями видимого діапазону із зоряними величинами бл. −9 чи −10.
Це великі та дещо нестабільні зорі з дуже низькою поверхневою гравітацією. Там де, жовті надгіганти мають поверхневу гравітацію (log g) трохи нижче 2, жовті гіпергіганти мають log g бл. 0, деколи навіть від'ємну. Крім того, вони нерегулярно пульсують, з невеликими змінами у температурі та яскравості. Наслідком є високі коефіцієнти втрати маси і вони часто оточені туманностями. Час від часу трапляються більші викиди речовини, які можуть тимчасово затемнити зорю.
Маса таких зір становить більше M☉[уточнити], але можливо існує верхня межа маси жовтих гіпергігантів, оскільки наймасивніші з виявлених не перевищують 70 M☉.
За хімічним складом, більшість жовтих гіпергігантів мають підвищений поверхневий вміст азоту, натрію та деяких важчих елементів. Вуглець та кисень вироджені, а гелій підвищений, що очікувано для зорі після головної послідовності.

## Еволюція
Вважається, що жовті гіпергіганти є зорями після головної послідовності, які вичерпали водень у ядрі. При цьому більшість із них перебувають на стадії після червоного надгіганта та еволюціонують у блакитному напрямку, а стабільніша та менш яскрава меншість навпаки — вперше еволюціонує у стадію червоних надгігантів. Однак існують досить сильні докази хімічного складу та поверхневої гравітації, що найяскравіший з жовтих гіпергігантів — зоря HD 33579, зараз еволюціонує з блакитного надгіганта у червоний.
Рідкісність цих зір має дві причини — вони розвиваються з масивних, гарячих зір головної послідовності спектрального класу O масою більше 15 мас Сонця та перебувають у смузі нестабільності («жовтому провалі») усього декілька тисяч років. Простими моделями зоряної еволюції важко пояснити навіть незначну кількість жовтих гіпергігантів, яку є можливість спостерігати, у порівнянні з червоними надгігантами схожої світності. Найяскравіші з червоних надгігантів можуть проходити через неодноразові «блакитні петлі», коли вони скидають більшу частину своєї атмосфери, але не досягають фази блакитного надгіганта; кожна з таких «петель» триває максимум кілька десятків років. І навпаки, деякі на вигляд жовті гіпергіганти можуть бути гарячішими зорями, як от «відсутні» яскраві блакитні змінні, захованими за холодною псевдо-фотосферою.
Останні відкриття блакитних надгігантів-кандидатів у наднові також викликали і питання, чи можуть зорі вибухати, перебуваючи на стадії жовтого гіпергіганта. Було відкрито декілька жовтих надгігантів — кандидатів у наднові, але всі вони мають відносно малу масу та світність, щоб бути гіпергігантами. SN 2013cu — наднова типу IIb, чию зорю-попередник спостерігали безпосередньо та чітко. Вона була розвиненою зорею з температурою ~8000 K, яка демонструвала екстремальну втрату маси — речовини з високим вмістом гелію та азоту. І хоча її яскравість до вибуху не відома, такі характеристики мають лише яскраві блакитні змінні в період спалахів або жовті гіпергіганти.
Сучасні моделі припускають, що зорі певного діапазону мас та швидкості обертання можуть спалахувати як наднові без повторного переходу у стадію блакитних надгігантів, але багато з них врешті-решт подолають «жовтий провал» та стануть після цього яскравими блакитними змінними низької маси та світності, а потім — і зорями Вольфа—Райє. Тобто, масивніші зорі з досить високим коефіцієнтом втрати маси через обертання або високу металічність через стадію жовтих гіпергігантів еволюціонують до вищих температур, а пізніше — до колапсу ядра.

## Будова
Згідно з сучасними фізичними моделями будови зір, жовтий гіпергігант повинен мати конвективне ядро, оточене зоною променевого перенесення енергії. Така будова є зворотньою до зір сонячного розміру, які мають ядро з променевим перенесенням, оточене конвективною зоною. Через свою дуже високу яскравість та внутрішню будову, такі гіпергіганти мають високі коефіцієнти втрати маси та, як правило, оточені оболонками викинутої речовини. Наочний приклад такої туманності можна побачити довкола зорі IRAS 17163-3907 (її називають «Яєчня»), яка викинула речовину масою декілька мас Сонця лише за декілька сотень років.
Жовті гіпергіганти вважають проміжною стадією еволюції масивних зір: на шляху від дуже яскравого червоного надгіганта в блакитному напрямку.
Але вони можуть бути й зорями іншого типу, а саме: під час спалахів, яскраві блакитні змінні мають такі сильні зоряні вітри, що вони формують псевдо-фотосферу, яка видається більшою та холоднішою зорею, а всередині ховається практично незмінний блакитний надгігант. Такі зорі за спостереженнями мають дуже вузький діапазон температур — близько 8000 K. У момент стрибка бістабільності (англ. bistability jump), який відбувається при температурах близько 21 000 K, зоряний вітер блакитного надгіганта стає у декілька разів щільнішим і це може мати наслідком утворення ще холоднішої псевдо-фотосфери. На ділянці яскравості трохи нижче місця, де стрибок бістабільності перетинає смугу нестабільності S Золотої Риби (не плутати зі смугою нестабільності цефеїд) не спостерігається яскравих блакитних змінних, хоча за висунутою теорією вони там існують, але маскуються за псевдо-фотосферами у жовті гіпергіганти.

## Відомі жовті гіпергіганти

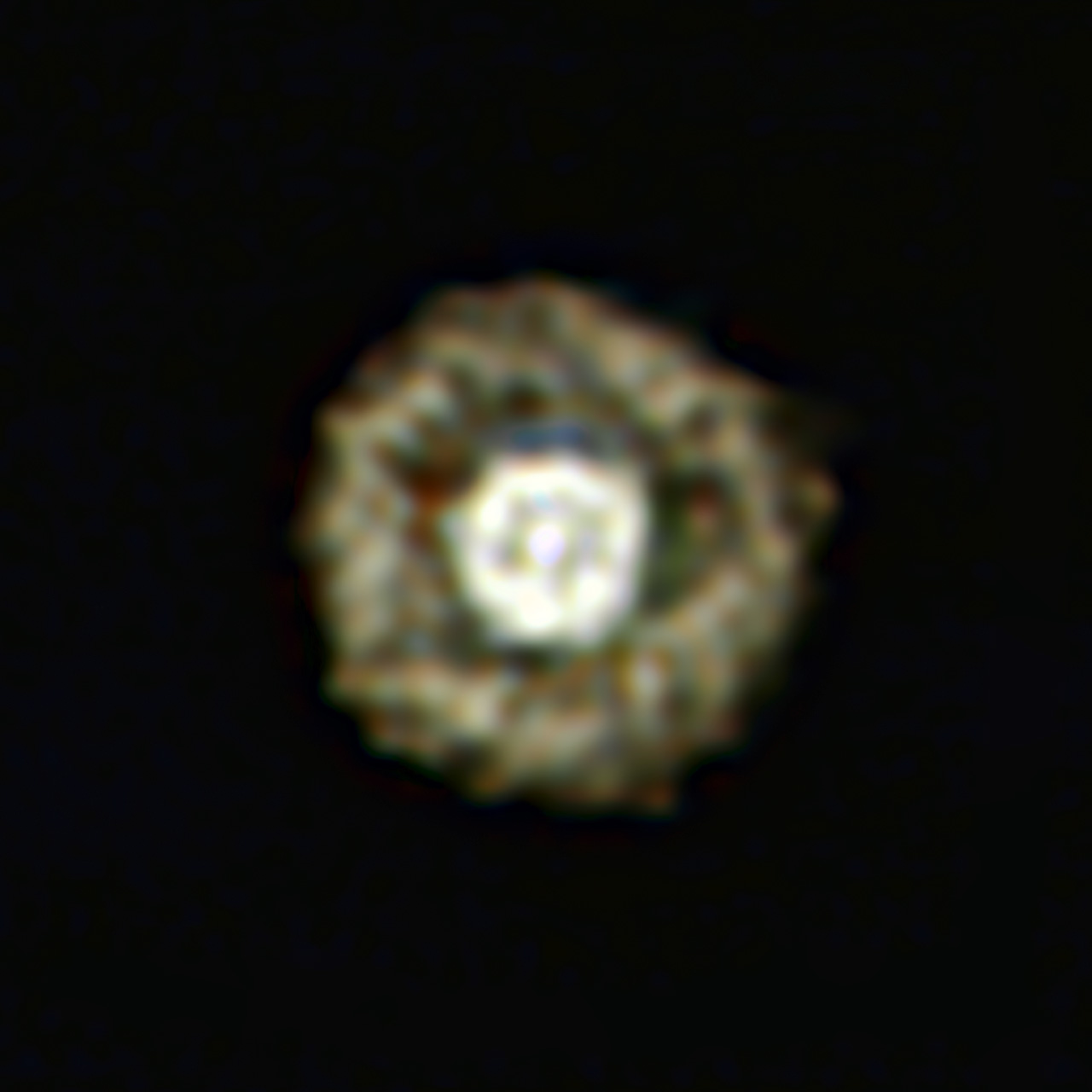
На фото IRAS 17163-3907 чітко видно викинуту речовину, яка ймовірно оточує всі жовті гіпергіганти

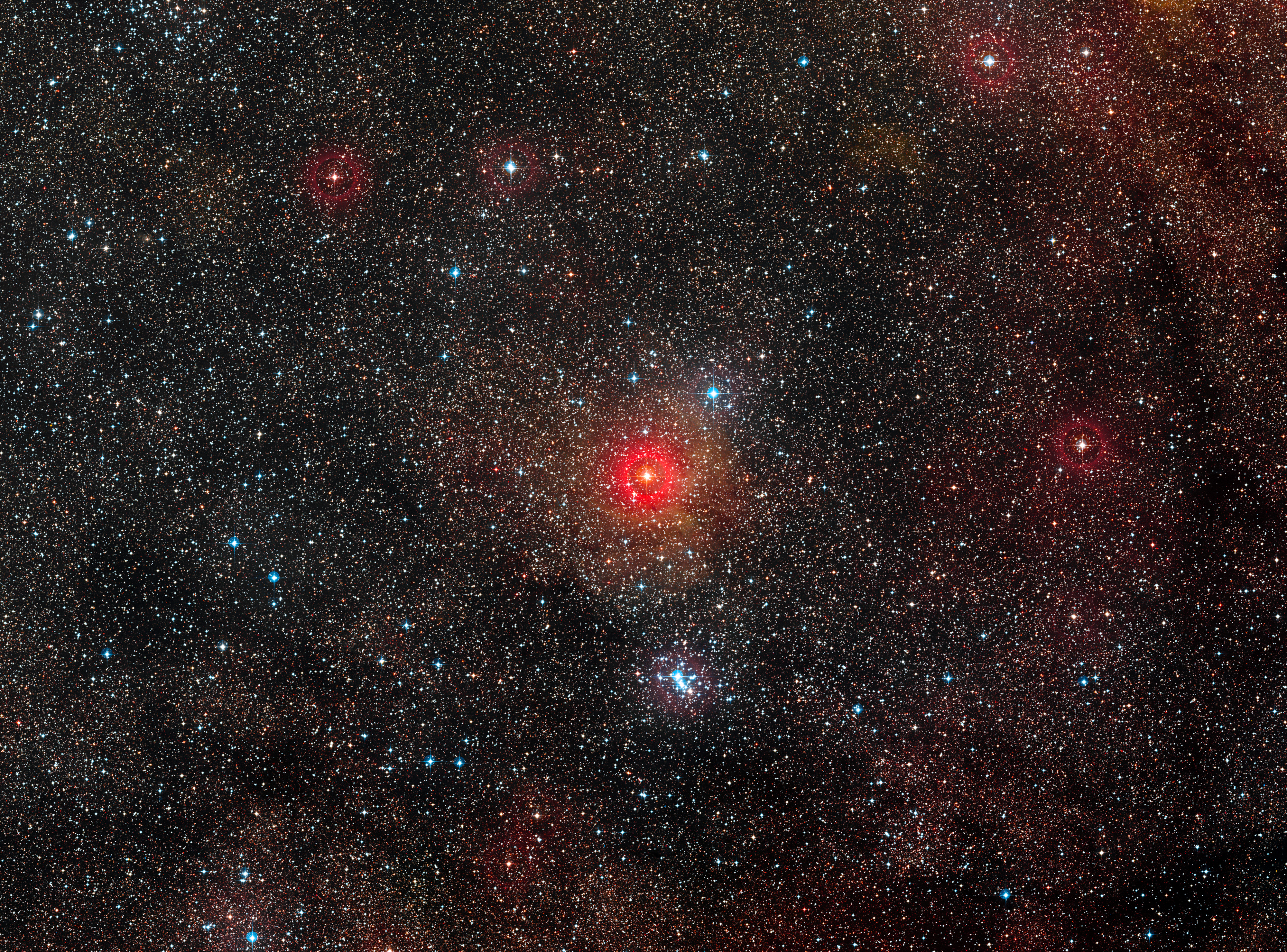
Жовтий гіпергігант HR 5171 A — яскрава жовта зоря в центрі фото

У нашій галактиці:
- Ро Кассіопеї
- V509 Кассіопеї (HR 8752)[27], яка за спостереженнями в останнє десятиріччя почала проходити «жовтий провал»
- IRC+10420 (V1302 Орла)
- IRAS 18357-0604[28]
- V766 Центавра (= HR 5171A)
- HD 179821
- IRAS 17163-3907
- V382 Кіля
- RSGC1-15[29]
- у скупченні Westerlund 1[30]:
  - W4
  - W8a
  - W12a
  - W16a
  - W32
  - W265

В інших галактиках:
- HD 7583 (R45 у Малій Магеллановій Хмарі)[11]
- HD 33579 (у Великій Магеллановій Хмарі)
- HD 269723 (R117 у Великій Магеллановій Хмарі)[11]
- HD 269953 (R150 у Великій Магеллановій Хмарі)[11]
- HD 268757 (R59 у Великій Магеллановій Хмарі)[11]
- Variable A (у M33)[31]
- B324 (у M33)[31]